# Congregazione della Santa Croce del Cono Sur
La Congregazione della Santa Croce del Cono Sur (in latino Congregatio Coni Australis de Sancta Cruce) è una delle congregazioni monastiche di diritto pontificio che compongono la confederazione benedettina.

## Storia
La creazione di una congregazione di monasteri benedettini in Sud America fu consentita, su petizione dell'abate primate dell'Ordine, dalla sacra Congregazione romana per i Religiosi con decreto del 23 dicembre 1970.
Le prime comunità a unirsi furono: l'abbazia di San Benito di Buenos Aires, già appartenente alla congregazione di Solesmes; l'abbazia del Niño Dios di Victoria, già appartenente alla congregazione sublacense; il priorato di Cristo Rey di El Siambón, anch'essa già appartenente alla congregazione sublacense; il priorato di Santa María di Los Toldos, già appartenente alla congregazione svizzera; il priorato della Santísima Trinidad di Las Condes, già appartenente alla congregazione di Beuron.
La Santa Sede rinnovò ai monasteri sud americani il permesso di federarsi in una congregazione il 20 novembre 1973; gli abati presidi delle congregazioni dalle quali i monasteri provenivano delegarono i loro poteri al priore di Las Condes e ai suoi successori, in attesa dell'elaborazione delle nuove costituzioni.
La congregazione fu approvata il 27 dicembre 1976.

## Diffusione
I monasteri appartenenti alla congregazione sono in Argentina, Cile, Paraguay e Uruguay. La casa generalizia della congregazione è, di fatto, il monastero retto dall'abate che presiede pro tempore la congregazione (nel 2013 il presidente era l'abate di Santa María di Los Toldos).
Alla fine del 2011 alla congregazione appartenevano 10 monasteri e 104 religiosi, 47 dei quali sacerdoti.